# Kasteel Cooppalfabriek

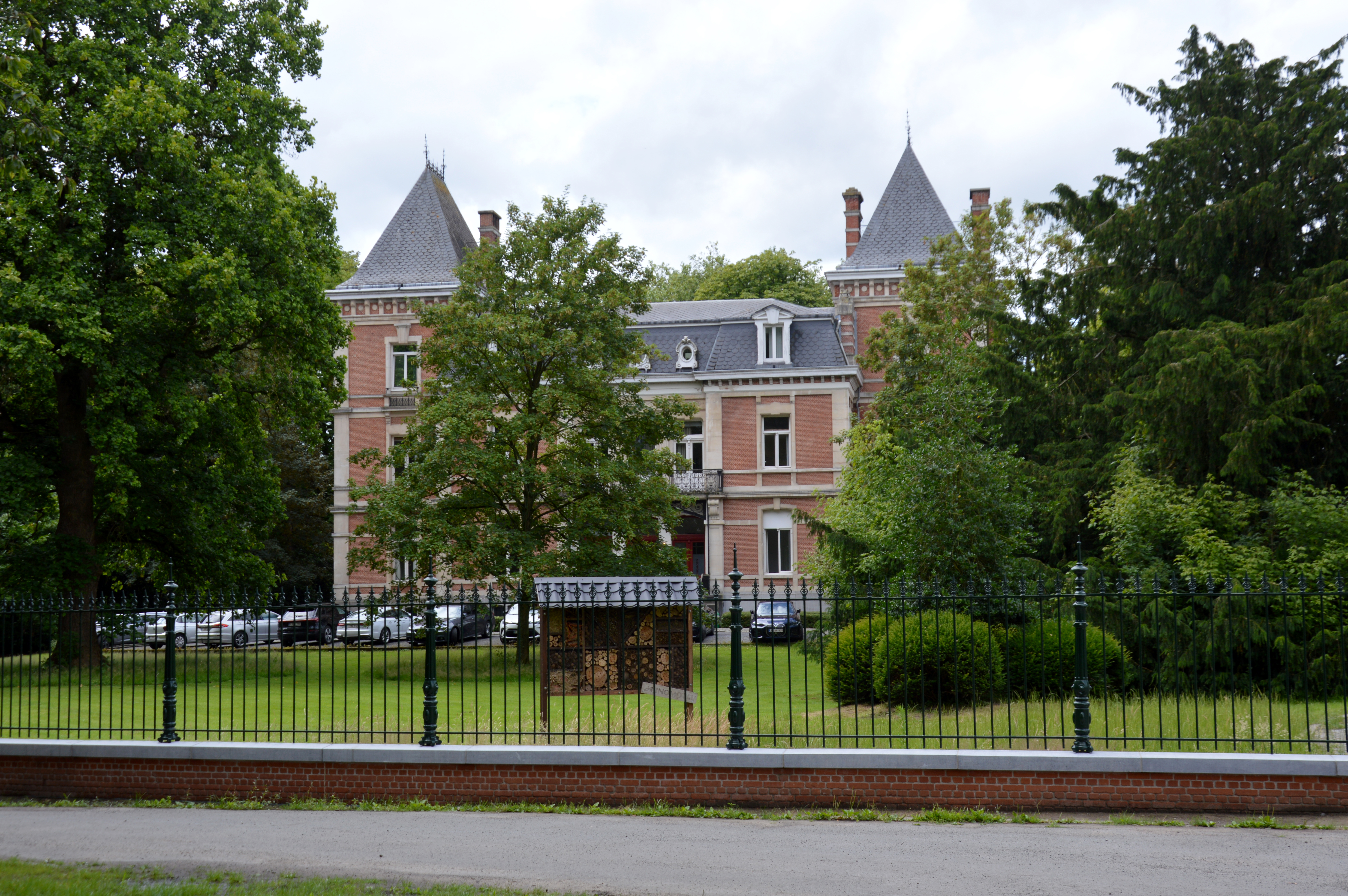
Kasteel Cooppal in 2024

Het Kasteel Cooppalfabriek, ook Kasteel Cooppal en Kasteel (te) Valois, is een kasteel in de Oost-Vlaamse plaats Wetteren, gelegen aan de Cooppallaan 91. Het behoorde lange tijd toe aan de Koninklijke Buskruitfabriek Cooppal.

## Geschiedenis
Hier bestond reeds een omgracht buitenverblijf, genaamd Goed te Valois (oorspronkelijk: Goed te Valoois) met neerhof, duiventil enzovoort. Dit ging terug tot de eerste helft van de 17e eeuw en de eerst bekende eigenaar was Don Juan de Ramières. Zijn weduwe Constantina Schooreman verkocht het in 1652 aan Jacob Frans Van der Meeren. Vervolgens werd diens neef Jan Aloys Delvael eigenaar, deze kreeg op 3 april 1694 toestemming van Paus Innocentius XII om er een kapel in te richten waar hij mis kon horen met zijn familie. Het laatste familielid dat er woonde was Karel Lodewijk Delvael, kapitein van de stedelijke burgerwacht te Gent. Van 1767 tot 1778 was het gebouw en landgoed eigendom van (telkens gedurende enkele jaren) Jan Frans De Beer en daarna Frans Jan Muttinck.
Deze laatste verkocht het domein, dat toen als Delvael bekend stond, in 1778 aan de Antwerpse salpeterfabrikant Jan-Frans Cooppal die er een buskruitfabriek begon. Zijn bedrijf groeide van ambachtelijk naar industrieel en in 1869-1870 werd het huidige kasteel gebouwd naast het terrein, waarbij het voormalige lustoord door bedrijfsgebouwen werd vervangen. Dit kasteel was bedoeld als de woning van de fabrieksdirecteur.
In de loop der jaren werd dit Château de la poudrerie à Wetteren ook regelmatig uitgebreid met ruimten die een kantoorfunctie hadden, zoals in 1932. In 1966 stopte de buskruitfabriek maar de afdeling chemie ging verder, onder meer onder de naam Omnichem, later Ajinomoto Omnichem. Het kasteel werd uiteindelijk omgevormd tot het kantoor van Omnichem.

## Gebouw
Het betreft een statig bakstenen dubbelhuis dat geflankeerd wordt door twee zijtorens op rechthoekige plattegrond. De ingangspartij heeft drie naast elkaar gelegen deuren met daarboven een bordes.
Van het interieur kan vooral de benedenkamer in de noordelijke zijtoren worden genoemd welke nog de stijl van 1895 ademt.
Omstreeks 1870 werd begonnen met de aanleg van een park in Engelse landschapsstijl. Er is een grillige vijver met een brug erover. Ook vindt men een aantal exotische bomen en een ijskelder.